# 苏深高速动车组列车
苏深高速动车组列车是中国铁路运行于江苏省苏州市县级市张家港市及广东省深圳市的高速动车组列车，目前苏州到深圳每天开行1对高速动车组列车，列车客运里程1658公里，途经江苏省、安徽省、江西省、广东省四省，现由广州局集团广九客运段负责客运任务。其中张家港站至深圳北站运行8小时10分，使用车次为G2754/2755次；深圳北站至张家港站运行8小时47分，使用车次为G2756/2753次。

## 历史
- 2025年1月5日，全国铁路进入首季新运行图，因沪苏湖高速铁路开通，G697/698次改为沪苏湖高铁、商杭客运专线和杭昌高铁运行。同时始发终到站由深圳北站～杭州东站，调整为深圳北站～苏州南站，取消南昌西站换向作业。与此同时，新增张家港站～深圳北站的G2753/2756、G2755/2754次列车。[1]

- 2025年7月1日，配合全国铁路第三季度新运行图，由于沪苏湖高铁客流不足，G697/698次列车从苏州南改为南京南站始发终到，途经皖赣新双线、宁安客运专线。

## 使用列车
本对列车使用配属于广州局集团深圳动车运用所的CR400AF-S。
| 车厢编号 | 1                   | 2-3         | 4           | 5                 | 6-7         | 8                   |
| 车型     | ZYS 一等座车/商务车 | ZE 二等座车 | ZE 二等座车 | ZEC 二等座车/餐车 | ZE 二等座车 | ZES 二等座车/商务车 |

## 交路
出库→深圳北开G2756/2753至张家港→张家港开G2758/2759至长沙南→长沙南动车所过夜→长沙南开G2760/2757至张家港→张家港开G2754/2755至深圳北→回库。